# DnaG

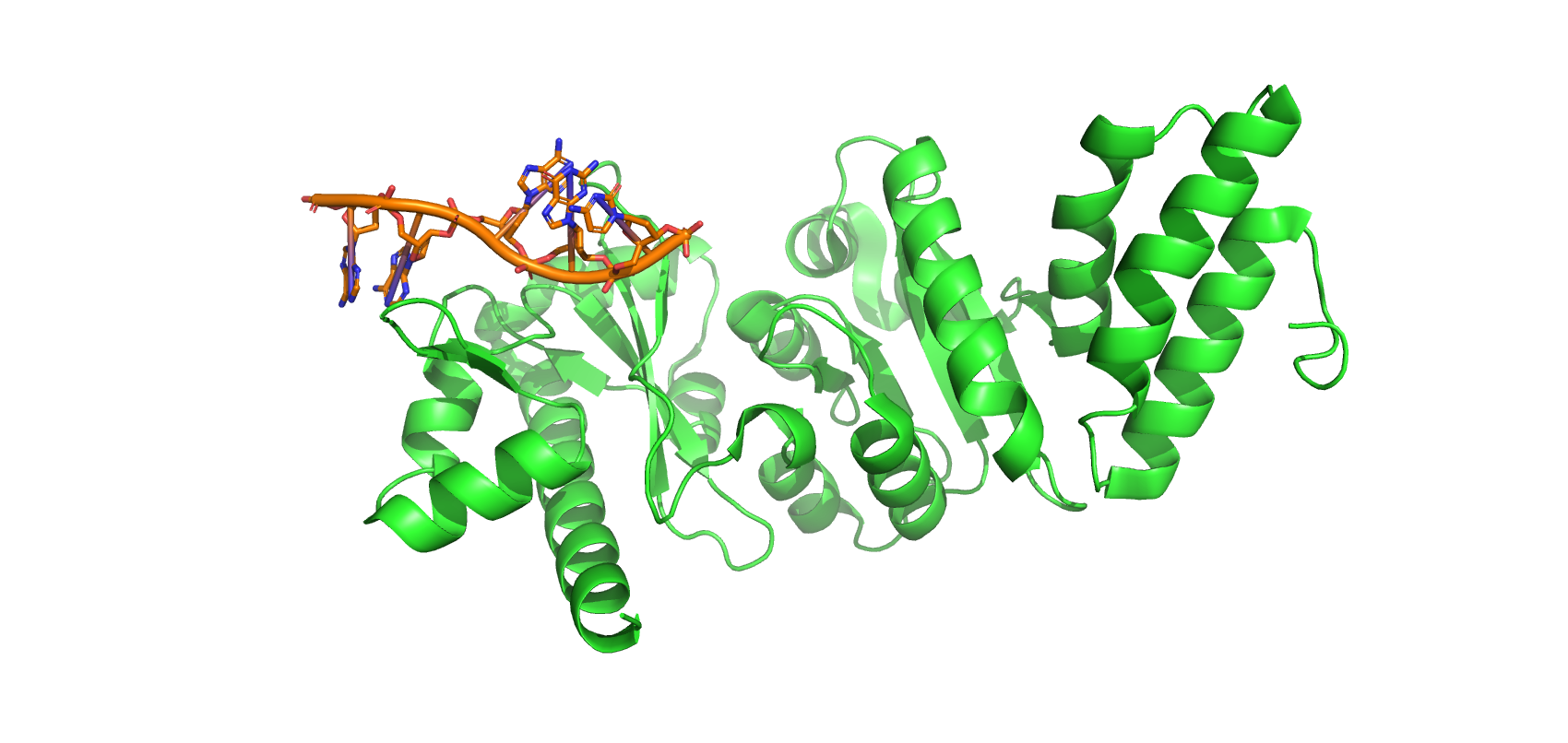
Изображение каталитического домена праймазы DnaG, связанного с одноцепочечной ДНК

DnaG — это праймаза, которая синтезирует праймер рибонуклеиновой природы. Основная функция фермента DnaG — синтез праймеров фрагментов Оказаки у E. coli.
DnaG содержит три отдельных белковых домена: домен связывания цинка, домен полимеразы РНК и домен связывания хеликазы DnaB.
Для осуществления праймазной активности DnaG связывается с DnaB. Праймазы, как правило, инициируют синтез трех конкретных нуклеотидных последовательностей на матрицах одноцепочечной ДНК (оцДНК), а для E. coli DnaG последовательность представляет собой 5'-CTG-3 '.